# Yūki Matsushita
Yūki Matsushita (jap. 松下祐樹 Matsushita Yūki; ur. 9 września 1991 w Odawara) – japoński lekkoatleta specjalizujący się w biegach płotkarskich.
Na początku kariery uprawiał wieloboje lekkoatletyczne.
W 2015 osiągnął półfinał biegu na 400 metrów przez płotki podczas mistrzostw świata w Pekinie. Olimpijczyk z Rio de Janeiro (2016).
Złoty medalista mistrzostw Japonii.
Rekord życiowy w biegu na 400 metrów przez płotki: 49,10 (8 maja 2016, Kawasaki).

## Osiągnięcia
| Rok  | Impreza              | Miejsce        | Konkurencja                     | Lokata     | Wynik |
| ---- | -------------------- | -------------- | ------------------------------- | ---------- | ----- |
| 2015 | Mistrzostwa świata   | Pekin          | bieg na 400 metrów przez płotki | półfinał   | 51,10 |
| 2016 | Igrzyska olimpijskie | Rio de Janeiro | bieg na 400 metrów przez płotki | eliminacje | 49,60 |